# Пожары в Бресте
Первым из известных пожаров в Бресте был крупный пожар в 1525 году, когда сгорел Брестский замок и центр города. После этого события высота деревянных зданий была ограничена 2-мя этажами, пострадавшие горожане были освобождены на 10 лет от всех налогов и повинностей. Большой пожар 1567 года уничтожил город полностью. Значительная часть города сгорела во время пожара 1613 года. В 1657 году город сожжен во время войны со шведами. Во время пожара 1802 года сгорели 160 домов в центре. Большой пожар 1822 года уничтожил торговую часть — сгорели 70 домов и 150 магазинов. Большие убытки принес Бресту пожар 4-5 мая 1895 года. Сгорели 1600 домов в центре города, погибли десятки людей, без крова остались около 30 тыс. человек. Таким же разрушительным был пожар 28-29 апреля 1901 года, который уничтожил 14 кварталов (655 домов) и гостиный двор с 190 магазинами. В итоге 20 тыс. человек потеряли жилье. Материальные потери оценивались в 7 млн рублей.